# Kathrin Wörleová
Kathrin Wörleová (* 18. února 1984, Linden, Německo) je současná německá profesionální tenistka.
Nejvyššího umístění na žebříčku WTA dosáhla 15. února 2010, kdy figurovala na 120. místě. Na okruhu WTA zatím žádný turnaj nevyhrála.

## Finálové účasti na turnajích WTA (1)

### Čtyřhra - prohry (1)
| Legenda               |
| Kategorie Tier IV (1) |

| Č. | Datum         | Turnaj              | Povrch | Partnerka         | Vítězky                              | Výsledek       |
| 1. | 5. říjen 2008 | Taškent, Uzbekistán | tvrdý  | Nina Bratčikovová | Ioana Raluca Olaruová Olga Savčuková | 5-7, 7-5, 10-7 |

## Fed Cup
Kathrin Wörleová se zúčastnila 1 zápasu týmového Fed Cupu za tým Německa s bilancí 0-2 ve dvouhře.

## Postavení na žebříčku WTA na konci sezóny

### Dvouhra
| Rok    | 2000 | 2001   | 2002   | 2003   | 2004   | 2005   | 2006   | 2007   | 2008   | 2009   |
| Pořadí | 629. | ▲ 420. | ▲ 333. | ▼ 409. | ▲ 218. | ▲ 176. | ▲ 155. | ▼ 254. | ▲ 152. | ▲ 127. |

### Čtyřhra
| Rok    | 2001 | 2002   | 2003   | 2004   | 2005   | 2006   | 2007   | 2008   | 2009   |
| Pořadí | 839. | ▲ 375. | ▲ 329. | ▲ 190. | ▼ 235. | ▲ 226. | ▼ 228. | ▲ 162. | ▲ 128. |